# Mikroszkópia

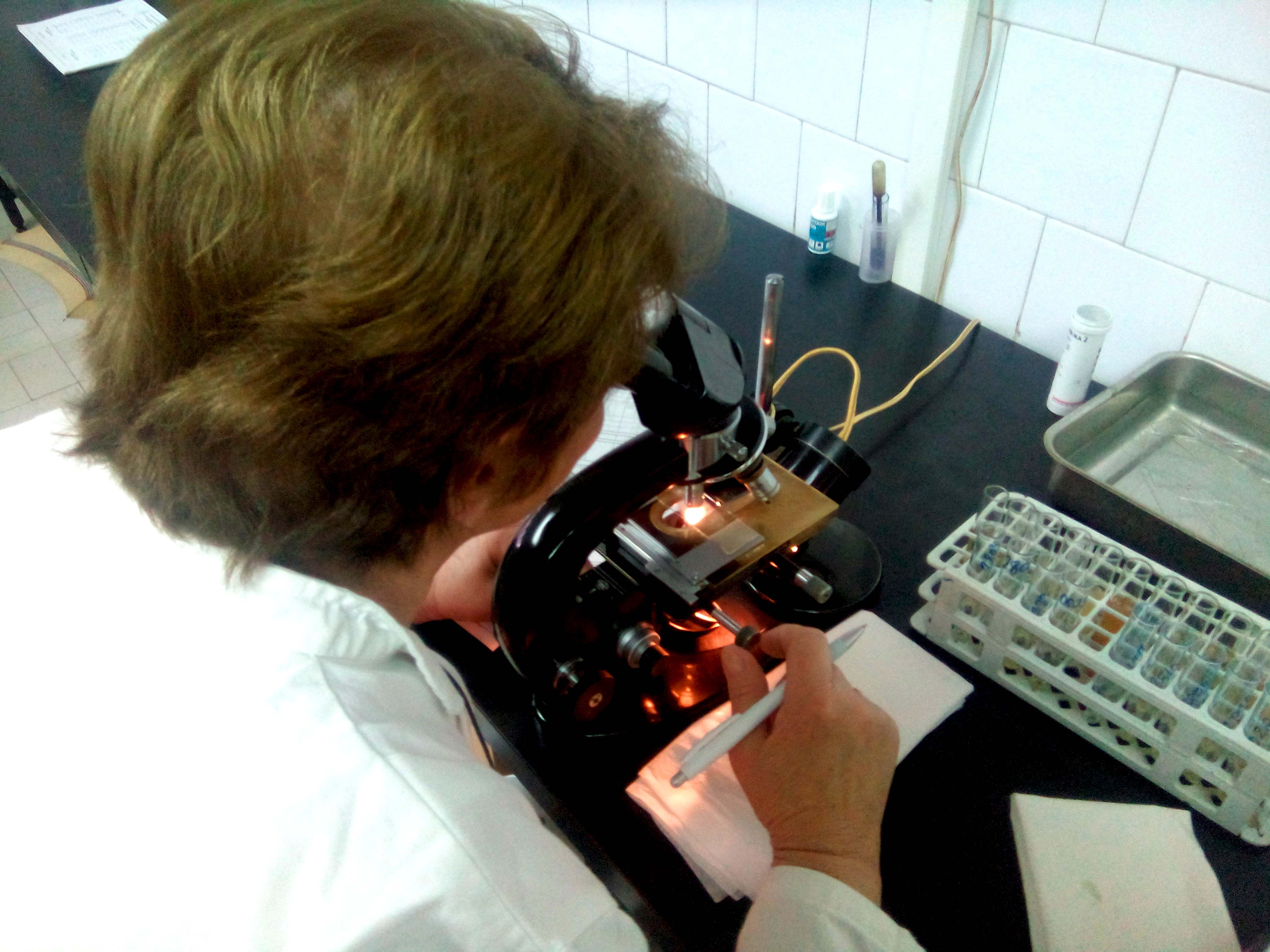
Mikroszkópos vizsgálat egy laboratóriumban

## Fénymikroszkópia

### Fénymikroszkóp
A fénymikroszkópokban látható fénnyel világítják meg a vizsgált objektumot, amely ezután egy vagy több optikai lencsén halad át.
A képet felfoghatja közvetlen az emberi szem, egy fotólemez vagy valamilyen digitális képalkotó eszköz.
Az egyszerű lencsék vagy lencserendszerek és tartozékaik valamint a megfelelő megvilágító rendszer és a mintatartó lemez alkotják a fénymikroszkópokat.

### A fénymikroszkópia korlátai
A standard fénymikroszkópia korlátai többek között:
- csak sötét vagy erősen fényvisszaverő felületeket lehet vele hatékonyan vizsgálni.
- a diffrakció miatt a maximális felbontás kb  0,2 mikrométer
- a fókuszsíkból kieső pontok csökkentik a kép tisztaságát.

Különösen az élő sejtekben nincs elegendő kontraszt a jó láthatósághoz, mivel a sejt belső szerkezetei színtelenek és átlátszóak.
A kontrasztot leggyakrabban festéssel növelik, a különböző szerkezetekre szelektív festékekkel.
de  ehhez általában a minta fixálása (megölése)  szükséges.
A festés növeli az artifaktok számát is, vagyis a képen olyan strukturális részletek jelenhetnek meg, amelyek valójában nincsenek is ott.
Ezeket a korlátokat  többnyire áthidalták már különböző speciális technikákkal, melyekkel non-invazív módon tudják növelni a kontrasztot.
Ezek a technikák általában a sejtszerkezet részeinek eltérő törésmutatóját használják ki.

### A fénymikroszkópia technikái

#### Fluoreszcenciamikroszkópia
Bizonyos vegyületeket (festékeket)  nagyenergiájú (kis hullámhosszú) fénnyel megvilágítva más, alacsonyabb frekvenciájú fényt bocsátanak ki. Ezt a jelenséget fluoreszcenciának nevezik. Néhány mintának önmagában is van fluoreszcens tulajdonsága, az alkotó vegyületektől függően, ezt autofluoreszcenciának nevezik.
A módszer nagyon elterjedt a modern  biológiai tudományokban, mivel nagyon érzékeny és segítségével kis molekulák  is kimutathatóak. Sok különféle  fluoreszcens festék létezik, melyekkel más-más sejtszervecske vagy molekulatípus festhető. Egy különösen sok helyen használható módszer az immunfestés, melynek során egy fluoreszcens molekularészt (fluorokróm) kapcsolnak antitestekhez. Ilyen fluorokrómok például a  fluoreszcein vagy a   rhodamin.
Az antitestek specifikussá tehetőek egy bizonyos molekulára.
Például a DNS alapján mesterséges fehérjéket lehet  előállítani.
Ezekkel a fehérjékkel nyulakat immunizálnak, akikben a fehérjéhez kötődő antitestek képződnek.
Ezekhez az antitestekhez fluorokrómot csatolnak és így követni tudják útjukat a vizsgált sejtekben.
Újabban a zöld fluoreszcens fehérje (green fluorescent protein) és hasonló fehérjék használata terjed. Ezen fehérjék génjét a vizsgálandó fehérjéket kódoló DNS-szakaszhoz kötik. A létrejövő fluoreszcens fehérjerész nem mérgező és általában nem gátolja a fehérje eredeti funkcióját. A genetikailag módosított sejtek maguk készítik el ezeket a fluoreszcens fehérjéket és így funkciójuk in vivo (az élő sejtben) vizsgálható.
Mivel a fluoreszcencia során kibocsátott fény hullámhossza (színe) eltér a megvilágító fényétől, a fluoreszcenciamikroszkóppal alkotott kép általában csak a vizsgálni kívánt (megfestett) rész látható.
Ez a nagy specifikusság a fluoreszcenciamikroszkópia széles körű elterjedéséhez vezetett a kutatásban. Különböző struktúrák különböző színű festékekkel festhetőek és ezeket párhuzamosan lehet vizsgálni, vagy külön-külön megfelelő hullámhosszú fényt, vagy fényszűrőt alkalmazva.

## Külső hivatkozások
- Microscopy in Detail – A resource with many illustrations elaborating the most common microscopy techniques
- Images formed by simple microscopes – examples of observations with single-lens microscopes.
- Confocal microscopy theory and protocols Archiválva 2007. június 6-i dátummal a Wayback Machine-ben
- Dark field microscopy page from FSU
- The Science of Spectroscopy Archiválva 2019. március 23-i dátummal a Wayback Machine-ben – supported by NASA. Spectroscopy education wiki and films – introduction to light, its uses in NASA, space science, astronomy, medicine & health, environmental research, and consumer products.
- SVI-wiki on 3D microscopy and deconvolution
- Quantitative Microscopy
- Royal Microscopical Society (RMS)
- Microscopy Society of America (MSA)
- European Microscopy Society (EMS)